# Vroom Vroom
Vroom Vroom é o segundo extended play da cantora inglesa e compositora Charli XCX. O seu lançamento ocorreu em 26 de fevereiro de 2016, através da Vroom Vroom Recordings, selo criado no mesmo mês por XCX.

## Antecedentes
Em uma entrevista com a revista britânica de moda e música i-D, Charli XCX afirmou que estava trabalhando em seu terceiro álbum e o descreveu como a "coisa mais pop e eletrônica" que ela já fez. A produtora britânica Sophie foi confirmada como um dos nomes envolvidos na produção do EP. Em outubro de 2015, XCX lançou "Vroom Vroom" na rádio britânica Beats 1, confirmada como a primeira canção que ela lançaria do EP, e também afirmou que essa seria a primeira canção lançada de seu terceiro álbum de estúdio, que acabaria por não ser lançado. 
Foi anunciado no dia 23 de fevereiro de 2016 que XCX estaria lançando uma nova gravadora independente, chamada Vroom Vroom Recordings, e que ela lançaria um EP chamado Vroom Vroom no dia 26 de fevereiro. A segunda canção lançada do EP, chamada "Trophy", foi tocada em um programa de rádio britânico.

## Alinhamento das faixas
| N.º            | Título                          | Compositor(es)                                                   | Produtor(es)   | Duração |  |
| 1.             | "Vroom Vroom"                   | Charlotte Aitchison Sophie Xeon Amanda Lucille Warner Noonie Bao | SOPHIE         | 3:13    |  |
| 2.             | "Paradise" (com Hannah Diamond) | Aitchison Xeon Martin Stilling A.G. Cook Bao                     | SOPHIE         | 3:02    |  |
| 3.             | "Trophy"                        | Aitchison Xeon Patrik Berger A.L. Warner Bao                     | SOPHIE         | 2:39    |  |
| 4.             | "Secret (Shh)"                  | Xeon Jodie Harsh Jesse Saint John Jessica Ashley                 | SOPHIE Harsh   | 3:25    |  |
| Duração total: | Duração total:                  | Duração total:                                                   | Duração total: | 12:19   |  |

## Desempenho nas tabelas musicais

### Posições
| Tabela musical (2016)                              | - Melhor - posição |
| -------------------------------------------------- | ------------------ |
| Estados Unidos (Billboard Dance/Electronic Albums) | 2                  |